# مرغ‌های اطلسی
مرغ‌های اطلسی (نام علمی: Cnemophilus) نام یک سرده از تیره مرغان اطلسی است.

## گونه‌ها
- مرغ اطلسی لوریا (Cnemophilus loriae)
- مرغ اطلسی کاکلی (Cnemophilus macgregorii)